# Willis Linn Jepson
Prof. Dr. Willis Linn Jepson ( 19 de agosto de 1867, Little Oak, Vacaville, California - 7 de noviembre de 1946, Berkeley, California) conocido como el más temprano botánico californiano. Se comienza a interesar en la botánica siendo niño, y explora la región. Antes de ingresar al colegio, se pone en contacto con varios botánicos. Se gradúa en la Universidad de California en 1889, y el año siguiente es asistente en botánica.
De 1895 a 1898 Jepson es instructor, y lleva adelante investigaciones en Berkeley, Cornell (1895) y en Harvard (1896-97), y recibe su Ph.D. en la University of California, Berkeley en 1899.
En 1899 es profesor asistente, profesor asociado en 1911, profesor en 1918, y profesor emérito en 1937. Toda su carrera la desarrolla en la Universidad de California.
Willis Linn Jepson con 25 años, en 1892, y con John Muir y Warren Olney, en San Francisco, forman la organización ambientalista Sierra Club.
En su vida, Jepson escribió once libros, dos sobre árboles de California: A Flora of California (1909), & The Trees of California (1909); y A Manual of the Flowering Plants of California (1925).
Fue Profesor de Botánica en la Universidad de California por cuatro décadas.

## Honores y reconocimientos
- Sus colegas lo honran con una "Faculty Research Lectureship" en 1934
- Presidente de la Sociedad Californiana de Botánica, 1913-15
- 1918-29 miembro de la California Academy of Sciences, American Academy of Arts and Sciences, Royal Society of Arts, American Geographical Society
- Delegdo al "Congreso Internacional de Agricultura", Liége (1906), el Congreso Internacional Botánico, Cambridge (1930), Ámsterdam (1935)
- Miembro extranjero de la "Société Linnéenne de Lyon", y de la "Sociedad Nacional Botánica de Checoeslovaquia"
- Consejero del "Jardín Botánico Rancho Santa Ana"
- Miembro de la American Genetic Association; y de la American Society of Plant Taxonomists, Botanical Society of America, Society of Foresters, Washington Academy of Sciences, Western Society of Naturalists, Phi Beta Kappa, Sigma Xi

### Eponimia
- El género botánico Jepsonia Small[1] de las Saxifragaceae
- El Herbario Jepson de la Universidad de California
- "The Jepson Manual, Higher Plants of California"
- Una Escuela Media, en Vacaville, California

## Algunas publicaciones
- Flora of Western Middle California (1901)[2]
- Silva of California (1910).[2]
- Manual of the Flowering Plants of California (1923—1925).[2]
- Flora of California (1909—1943)[2]

- La abreviatura «Jeps.» se emplea para indicar a Willis Linn Jepson como autoridad en la descripción y clasificación científica de los vegetales.[3]